# Zijtaartse molen
De Zijtaartse molen was van 1871 tot 1925 een windkorenmolen in het Noord-Brabantse Zijtaart.

## Geschiedenis
In 1871 werd de molen gebouwd door molenaar Wilhelmus Lammers uit Helmond. De onderdelen waren afkomstig van een geslooptse Helmondse molen, die daar bekendstond als de Hoogeindse molen. Op 1 december 1871 werd de molen in Zijtaart in gebruik genomen. De roedes werden geleverd door de firma Franssen uit Vierlingsbeek.
Omstreeks 1873 werd bij de molen een woonhuis gebouwd. In 1877 verkocht Lammers de molen met woonhuis aan Godefridus van Eerdt.
De molen met bijbehorende woonhuis werd rond 1924 verkocht aan Jan Brugmans. In de verkoopakte stond vermeld dat de molen vóór maart 1925 gesloopt moest zijn, hetgeen ook gebeurde.
Ongeveer op de plaats waar ooit de molen stond, werd in 1976 een sportzaal gebouwd. Dit gebouw kreeg de toepasselijke naam De Molensteen. Voor het gebouw werd een oude molensteen geplaatst, die echter afkomstig was van een Veghelse molen.